# 1705 Tapio
1705 Tapio eller 1941 SL1 är en asteroid i huvudbältet som upptäcktes den 26 september 1941 av den finska astronomen Liisi Oterma vid Storheikkilä observatorium. Den har fått sitt namn efter Tapio i den finska mytologin.
Asteroiden har en diameter på ungefär 12 kilometer.